# Ascanio Mayone
Ascanio Mayone (ca. 1565-1627) var en neapolitansk komponist og harpenist. Han var elev til Giovanni de Macque i Neapel. Fra 1593 ansat som organist i SS Annunziata og senere som maestro di cappella fra 1621 samme sted. Han var også organist ved det kongelige kapel fra 1602. Han publicerede både madrigaler og kirkemusik men hans hovedværk er to volumer med tastaturmusik, Capricci per sonar (1603 resp. 1609). De indeholder canzonaer, toccataer, ricercari, variationer, og arrangementer af vokalværker. Mange af hans værker er af udpræget barok karaktær, snarere end renæssancemusik.

## Værker
- Il Primo libro di diversi capricci per sonare, Napoli, 1603 (moderne udgave: Christopher Stembridge, Zanibon, Padova, 1981)
- Il primo libro di madrigali, 5 vv, Napoli, 1604 (facs. delvist beskadiget)
- Primo libro di ricercari a 3, Napoli, 1606, (moderne udgave: F. Sumner: Italian instrumental music of the sixteenth and early seventeenth centuries ; vol. 18, Garland Publishing, New York, 1995)
- Secondo libro di diversi capricci per sonare, Napoli, 1609 (moderne udgave: Christopher Stembridge, Zanibon, Padova, 1984)
- 2 madrigaler i Teatro de madrigali a cinque voci. De diversi eccellentiss. musici napoletani…, Napoli, 1609 (facs. delvist beskadiget)
- Messe e vespri, 8vv
- Laetatus sum, 9vv
- Magnificat, 8vv

## Eksterne links
- Frit tilgængelige noder af Ascanio Mayone i Werner Icking Music Archive (WIMA)